# Alexander Lagerman
Alexander Lagerman, född 11 februari 1836 i Östra Eneby socken, Östergötlands län,  död 28 november 1904 i Sofia församling i Jönköping, var en svensk ingenjör och uppfinnare.

## Biografi
Alexander Lagerman studerade vid Ebersteinska skolan i Norrköping. Han anställdes 1870 av Jönköpings tändsticksfabrik, där tillverkningen vid denna tid bedrevs hantverksmässigt. Han konstruerade efterhand allt sinnrikare maskiner. De var unika och hölls hemliga, så att fabriken länge hade ett försprång gentemot världens övriga tillverkare. Bland maskinerna märks särskilt komplettmaskinen, uppfunnen 1892.
Lagerman har också uppfunnit flera maskiner för den grafiska industrin. Han anses vara en av pionjärerna på automatiseringens område.
Alexander Lagerman lät 1875 uppföra Lagermanska villan som sitt bostadshus vid Kapellgatan på Väster.
Efter sin död donerade Lagerman stora belopp till understöd åt svenska uppfinnare genom instiftandet av Lagermanska donationsfonden, som efter hans änkas död 1921 gjordes tillgänglig. Fonden har utdelats av Jönköpings stadsfullmäktige/Jönköpings kommun efter förslag av Svenska Uppfinnareföreningens styrelse.